# Латы
Ла́ты,  ж. мн. (латный доспех) — изделие, доспех из различных по форме и размеру металлических пластин, откованных по форме частей тела воина и лошади, для их защиты.
В других источниках сказано, что латы, старинное предохранительное вооружение — металлическая, обычно стальная одежда, броня, и это составляющая часть доспеха, который состоял из нагрудника, верхний край которого был снабжён ребром, чтобы останавливать острие меча или копья противника, и из спинного прикрытия. Кто носил латы; кирасир — Ла́тник м. в тмб. латы́ш м..

## История
В период развития цивилизаций совершенствовалось и их военное дело. Для индивидуальной защиты (защитное вооружение) воинов люди стали использовать различные материалы и изделия из них. Сначала применяли изделия из кожи различных животных, а с появлением кузнечного дела стали применять различные металлы (бронза, медь, железо, сталь и так далее).
Древние греки и римляне носили бронзовые латы чеканной работы, стягивавшиеся на талии человека ремнем. Реже грудь и спина лат были с одной стороны соединены шарниром. Вместо ремня иногда употреблялись пряжки и завязки. Для защиты живота иногда носился широкий металлический пояс. Латы другого типа состояли из металлических пластинок, нашитых на кожу. Римские легионеры носили латы из пяти — 6 кожаных, надетых один на другой, поясов, с нашитыми на них медными или чаще железными пластинками.
Уже в X столетии встречаются определённые указания в повествованиях очевидцев на существование у наших предков щитов, дротиков, копий, топоров, мечей и кольчатых доспехов. На Руси (в России) полные латы крыли весь стан, а ру́ки и ноги по крайности спереди. Латы бывали сплошные кованые, кольчуги сетчатые, панцири кольчатые или из плиточек на колечках; броня общее; различали: кирас, зерцало, куян, юшман, колонтарь, бахтерец, байдана и прочее.
О существовании кольчуги у славян свидетельствуют ещё арабские писатели и в княжение Святослава кольчатый доспех, заимствованный у норманнов, входит уже в большое употребление.
Германцы, в начале средних веков, носили латы подобные римским, но вскоре они исчезают, уступая место кольчуге, и снова латы появляются вместе с сплошным или досчатым доспехом, составляя существенную его часть. В Средневековья составляли основу оборонительного вооружения рыцарей.
Полный латный доспех использовался с конца XIV — начала XV века по конец XVI века. До этого рыцари надевали перед боем стальной шлем и кольчугу, начиная с XIII века дополнявшиеся англ. coat of plates — ранней бригантиной, представлявшей собой сюрко, усиленное подкладкой из металлических пластин. В XIV веке появились классические бригантины, проэволюционировавшие к концу века в латную кирасу (в XIII веке кирасой назывался нагрудник из вываренной кожи). И в том же XIV веке появилась латная защита конечностей, изначально носившаяся с бригантиной.
На конец XIX столетия латы, кирас, покрывали только грудь и спину до поясницы, и как боевое вооружение, остались, лишь во Франции, а в других западно-европейских государствах если и имелись в кирасирских полках (тяжёлая конница), то лишь как вооружение парадное или мирного времени.
- Битва при Азенкуре. Миниатюра из рукописи «Хроники» Ангеррана де Монстреле 1495 год.
- Мельхиор Фезелен. Римлянка Клелия перед царём этрусков Порсеной, 1529 год.
- Облачение рыцаря в его латы. Миниатюра рукописи XV века.
- Св. Георгий, поражающий дракона. Худ. Альбрехт Альтдорфер, нач. XVI века.
- «Храни тебя господь, сынок!» Худ. Уильям Фредерик Йимз, 1865 год.
- Кирасиры в латах, дающие залп из пистолетов перед основной атакой. Конец XVI столетия.

## Разновидности
Некоторые выделяют следующие разновидности лат:
- Латная защита конечностей
- Белый доспех
- Миланский доспех
- Кастенбруст
- Уориковский доспех
- Готический доспех
- Максимилиановский доспех
- Гринвичский доспех
- Доспешный гарнитур

### Парадные и турнирные
Некоторые выделяют следующие разновидности парадных и турнирных лат:
- Парадный доспех
- Турнирный доспех
- Костюмный доспех
- Гротескный доспех

### Полу латы
Некоторые выделяют следующие разновидности полу лат:
- Ландскнехтский доспех
- Кирасирский доспех
- Гусарский доспех
- Рейтарский доспех

### Русские и восточные аналоги
Некоторые выделяют следующие разновидности русских и восточных аналогов:
- Зерцальный доспех[11]